# Haarige Wasserfledermaus
Die Haarige Wasserfledermaus (Myotis fimbriatus) ist eine Art der Mausohren (Myotis) innerhalb der Fledermäuse (Chiroptera). Sie ist endemisch in der Volksrepublik China.

## Merkmale
Die Haarige Wasserfledermaus ist eine kleine Fledermausart mit einem vergleichsweise kurzen Schwanz. Sie erreicht eine Kopf-Rumpf-Länge von 42 bis 52 Millimetern und eine Schwanzlänge von 37 bis 48 Millimetern. Die Hinterfüße haben eine Länge von 8 bis 10 Millimeter. Die Ohren messen 14 bis 16 Millimeter und sind damit etwa so lang wie der Kopf der Tiere. Die Unterarmlänge beträgt 37 bis 40 Millimeter, der Calcar ist umgekielt und die Flughaut setzt am Fußgelenk an. Die Bauchseite der Schwanzflughaut (Uropatagium) ist mit kurzen Haaren bedeckt und am hinteren Rand derselben befinden sich kammartig ausgebildete kurze Haare. Die Tibia ist etwa 17 Millimeter lang, damit entspricht die Fußlänge mehr als der Hälfte der Länge des Unterschenkels. Das Fell ist sehr kurz und dicht, auf der Rückenseite ist es dunkelbraun und grau und auf der Bauchseite braungrau mit leichtem weißlichen Einschlag. Im basalen Bereich des Schwanzes befinden sich weiße Flecken.
Der Schädel erreicht eine Gesamtlänge von etwa 15 Millimeter. Er im vorderen Bereich flacher als der Schädel der Wasserfledermaus (Myotis daubentonii). Die verkleinerten Prämolaren des Oberkiefers stehen in der Zahnreihe oder sind leicht nach innen gelehnt.

## Verbreitung

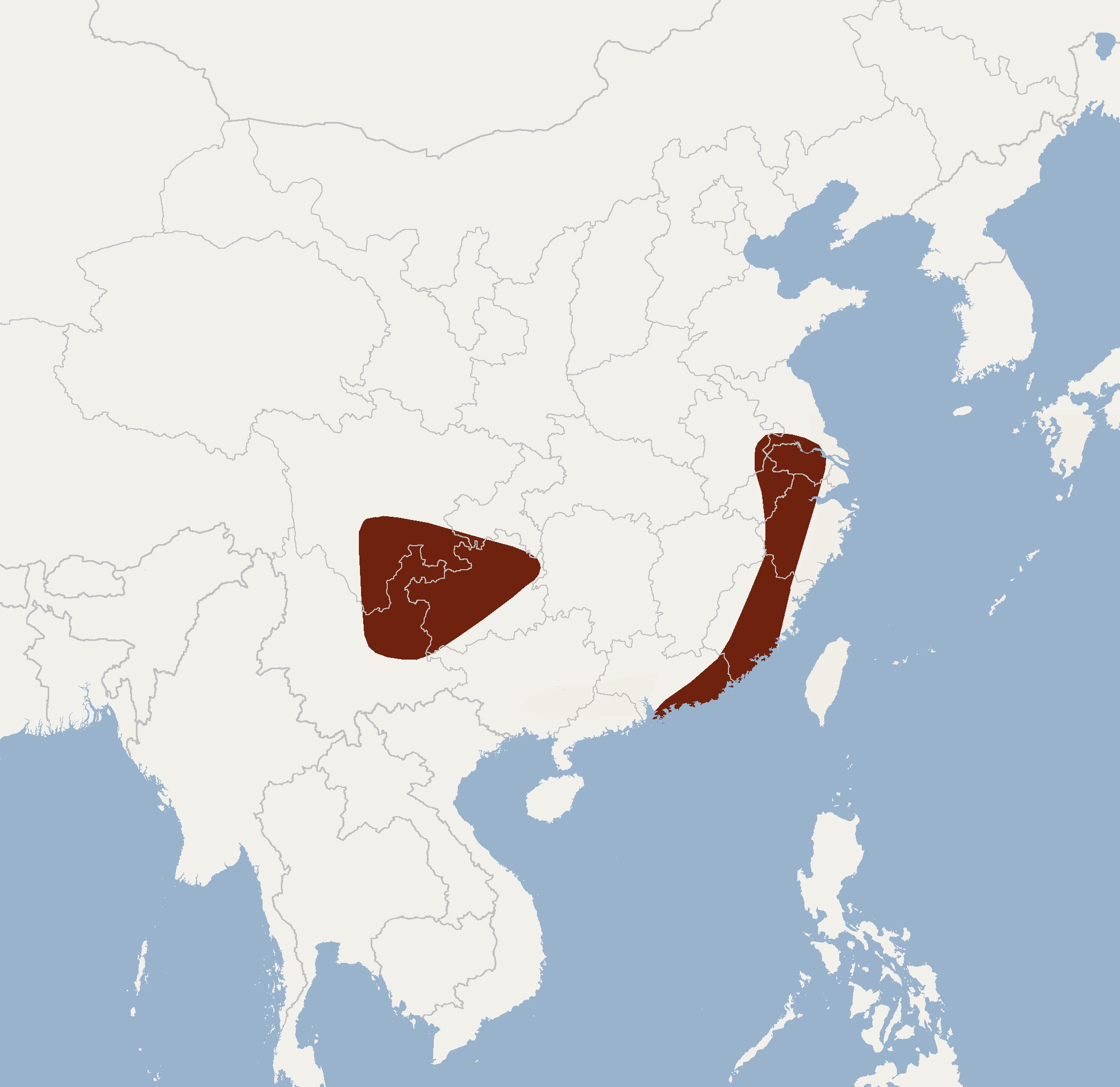
Verbreitung der Haarigen Wasserfledermaus nach Smith & Yan Xie 2009

Die Haarige Wasserfledermaus ist endemisch in der zentralen und südlichen Volksrepublik China. Sie ist in den Provinzen Anhui, Fujian, Guizhou, Jiangsu, Jiangxi, Sichuan, Yunnan und Zhejiang sowie in Hongkong nachgewiesen.

## Lebensweise
Über die Lebensweise und ökologischen Ansprüche der Fledermausart liegen nur wenige Angaben vor. Es wird davon ausgegangen, dass es sich um eine koloniebildende Art handelt, die in Höhlen rastet. Wahrscheinlich jagt sie in der Nähe ihrer Rastplätze.

## Systematik
Die Haarige Wasserfledermaus wird als eigenständige Art den Mausohren (Gattung Myotis) zugeordnet. Die wissenschaftliche Erstbeschreibung stammt von dem deutschen Naturforscher Wilhelm Peters aus dem Jahr 1871, der sie zusammen mit der Chinesischen Wasserfledermaus (Myotis laniger) anhand von drei Individuen aus Xiamen in der Provinz Fujian im Catalogue of the Mammals of China von Robert Swinhoe als Vespertilio fimbriatus beschrieb. Teilweise wurde die Art in eine sehr nahe Verwandtschaft mit der Kleinen Bartfledermaus (Myotis mystacinus), der Ostasiatischen Wasserfledermaus (Myotis macrodactylus) und der Langfußfledermaus (Myotis capaccinii) gestellt und eine Eingliederung in eine dieser Arten diskutiert.
Innerhalb der Art werden neben der Nominatform keine Unterarten unterschieden.

## Gefährdung und Schutz
Die Art wird von der International Union for Conservation of Nature and Natural Resources (IUCN) aufgrund des vergleichsweise großen Verbreitungsgebietes und fehlender Risiken für einen Zusammenbruch der Bestände als nicht gefährdet („least concern“) eingestuft. Über die Bestände und Populationen liegen keine aktuellen keine Daten vor, potenziell bestandsgefährdende Risiken für die Art sind nicht bekannt.

## Belege
1. 1 2 3 4 5 6 7  Don E. Wilson Fringed Long-Footed Myotis. In: Andrew T. Smith, Yan Xie: A Guide to the Mammals of China. Princeton University Press, 2008; S. 376, ISBN 978-0-691-09984-2.
2. 1 2 3 4  Myotis fimbriatus in der Roten Liste gefährdeter Arten der IUCN 2017-3. Eingestellt von: A.T. Smith, C.H. Johnston, G. Jones, S. Rossiter, 2008. Abgerufen am 24. Januar 2018.
3. ↑  Wilhelm Peters: Catalogue of the Mammals of China (south of the River Yangtsze) and of the Island of Formosa. Proceedings of the Zoological Society of London 42, 1870: S. 617
4. 1 2  Don E. Wilson & DeeAnn M. Reeder (Hrsg.): Myotis fimbriatus in Mammal Species of the World. A Taxonomic and Geographic Reference (3rd ed).